# Vsevolod Petrovitj Zaderatskij
Vsevolod Petrovitj Zaderatskij (ryska: Все́волод Петро́вич Задера́цкий) född 21 december 1891 i Rivne (ryska: Rovno) i Ukraina, död 1 februari 1953 i Lviv (ryska: Lvov) i Ukraina, var en rysk och ukrainsk sovjetisk komponist, pianist och författare. 
I juli 2009 publicerades boken "Per aspera ..." om Zaderatskij skriven av tonsättarens son musikprofessorn vid Moskvakonservatoriet Vsevolod Vsevolodovitj Zaderatskij (född 1935). 
En minnesplakett finns sedan 2015 på huset i Kursk där Zaderatskij bodde under sina ungdomsår.

## Biografi
Zaderatskij föddes i en familj där fadern var järnvägstjänsteman. Efter att ha avslutat gymnasiet i Kursk blev han antagen till juridiska fakulteten vid Moskvauniversitetet och till Moskvakonservatoriet. Efter avslutade universitetsstudier (1916) anslöt han sig till armén och deltog i första världskriget. År 1918—1920 tjänstgjorde han i Denikins armé. 
Sedan fortsatte han sina studier för Ippolitov-Ivanov och Tanejev och avslutade sina studier vid konservatoriet är 1923. Han bosatte sig i Rjazan. Från mitten av 1920-talet framträdde han som pianist och gjorde många solokonserter och framträdde också tillsammans med den kände bassångaren Grigorij Pirogov.
År 1926 arresterades han och sattes i Rjazans fängelse. Alla kompositioner från denna tid förstördes. År 1929 fick han tillstånd att bo och arbeta i Moskva och 1930 fick han heltidstjänst som tonsättare vid hela Sovjetunionens radio. Han var medlem i föreningen ASM (föreningen för samtida musik) men denna förening upplöstes 1932. Under denna period skrev han operan "Blod och kol" (ej bevarad), symfonin "Fundament" och sviter av pianominiatyrer "Mikroby liriki" (1928), "Tetrad' miniatior" (1929), "Farforovye tjasjki" (1932) och Lyrisk sinfonietta (1932). sångcykel för bas "Ilja Sel'vinskijs grotesk". Han kritiserades för formalism.
År 1934 sändes han till Jaroslavl' för att studera teaterkonst. Där skrev han tre "Symfoniska plakat", operan "Valencianska änkan" (efter Lope de Vega), två kammarsymfonier, 24 preludier (1933—1934) och ett antal vokalverk, bland dem cykeln "De profundis".
Han arresterades i mars 1937 i Jaroslavl' på en falsk anklagelse och fängslades i sex år utan rätt att korrespondera. I juli 1939 frigavs han från lägret Sevvostlag efter att ärendet avskrivits. I början av 1940 återvände han till Jaroslavl'.
I lägret skapade han den monumentala cykeln "24 preludier och fugor" för piano, 1900-talets första återupplivande av denna barockform (före Sjostakovitj och Hindemith). Denna cykel är ett av tonsättarens viktigaste verk. 
I början av andra världskriget evakuerades Zaderatskij med sin familj till orten Merke i Kazakstan och sedan till Krasnodar.
Kriget är tema i oratoriet "Zoja", vokalcykeln "Dikt om den ryska soldaten" (text av A. Tvardovskij), sångsamlingen "Krigets anda", pianosviten "Front" (1944) och andra verk. 
Från 1945 bodde han i Zjitomir och 1946—1948 återvände han till Jaroslavl'.Han var delegat vid den första kongressen för sovjetiska komponister (1948). Från 1949 till slutet av sitt liv bodde han i Lviv och undervisade vid konservatoriet. Han framträdde som pianist i Lviv, Drohobytj och Kolomyja. Förutom pianoverk skapade han under denna tid bland annat konserter för violin, domra, en symfoni i c-moll och en körsvit.